# Plagiobothrys australasicus
Plagiobothrys australasicus är en strävbladig växtart som först beskrevs av Dc., och fick sitt nu gällande namn av Ivan Murray Johnston. Plagiobothrys australasicus ingår i släktet tiggarstavar, och familjen strävbladiga växter. Inga underarter finns listade i Catalogue of Life.